# Bertold von Waldsee
Bertold von Waldsee (OSB) (* 12. Jahrhundert; † 1216) war von 1206 bis 1213 der 15. Abt des Klosters Einsiedeln.

## Leben
Über Abt Bertold ist wenig bekannt. Er wurde von Papst Innozenz III. und dem Erzbischof von Mainz als (Schieds-)Richter in einem Streitfall eingesetzt, was vom hohen Ansehen des Abtes zeugt.
Abt Bertold trat 1206 von seiner Stellung zurück, möglicherweise im Kontext des Marchenstreits.
Das Todesdatum ist ebenfalls unbekannt. Eine Quelle spricht vom 5. April 1216.